# Vettore nullo
In algebra lineare, il vettore nullo (o elemento zero) di uno spazio vettoriale è l'elemento neutro dell'operazione di addizione definita nello spazio, cioè quel vettore che lascia invariato qualunque vettore dello spazio a cui venga sommato. Tale vettore esiste sempre (per assioma) in qualunque spazio vettoriale, ed è possibile dimostrare che è anche unico.

## Definizione
Sia {\displaystyle V} uno spazio vettoriale definito sul campo {\displaystyle {\mathcal {K}}}. Dagli assiomi che definiscono lo spazio, esiste un elemento {\displaystyle \mathbf {0} \in V} tale che, se {\displaystyle +:V\times V\to V} rappresenta l'operazione di somma tra vettori, allora:
{\displaystyle \mathbf {v} +\mathbf {0} =\mathbf {v} \quad \quad {\mbox{ per ogni }}\mathbf {v} \in V}
Questo è il vettore nullo. Tramite il vettore nullo si definisce (e si dimostra che è unico) l'opposto di un qualunque vettore {\displaystyle \mathbf {v} \in V}; esso è il vettore {\displaystyle -\mathbf {v} } tale che:
{\displaystyle \mathbf {v} +(-\mathbf {v} )=\mathbf {0} }.
(si richiede per assioma che {\displaystyle \mathbf {v} \in V\Rightarrow -\mathbf {v} \in V}).
Da questi due assiomi segue che il vettore nullo è opposto di se stesso, in quanto per definizione
{\displaystyle \mathbf {0} +\mathbf {0} =\mathbf {0} \quad {\mbox{ da cui }}-\mathbf {0} =\mathbf {0} }.

## Unicità
Il vettore nullo è univocamente determinato dalla propria definizione.
Siano infatti {\displaystyle \mathbf {n} ,\mathbf {n} ^{\prime }} due vettori per cui valga la definizione di vettore nullo. Allora
{\displaystyle \mathbf {n} ^{\prime }=\mathbf {n} ^{\prime }+\mathbf {n} =\mathbf {n} }.

## Proprietà

### Proprietà generali
Si indichi con {\displaystyle 0} l'elemento neutro della somma di {\displaystyle {\mathcal {K}}}; il vettore nullo gode delle seguenti proprietà:
- {\displaystyle 0\mathbf {v} =\mathbf {0} \ \forall \mathbf {v} \in V}.

Per le proprietà di campo di cui gode {\displaystyle {\mathcal {K}}}, 0 ammette opposto e questo è 0, sicché {\displaystyle 0+0=0}:
{\displaystyle 0\mathbf {v} =(0+0)\mathbf {v} =0\mathbf {v} +0\mathbf {v} }
(distributività del prodotto per uno scalare). Per gli assiomi di spazio vettoriale, esiste l'opposto di {\displaystyle 0\mathbf {v} }:
{\displaystyle -0\mathbf {v} +0\mathbf {v} =-0\mathbf {v} +(0\mathbf {v} +0\mathbf {v} )}
Il primo membro è il vettore nullo, per definizione, mentre al secondo membro si applica l'associatività della somma, ottenendo:
{\displaystyle \mathbf {0} =\mathbf {0} +0\mathbf {v} =0\mathbf {v} }.
- {\displaystyle \lambda \mathbf {0} =\mathbf {0} \ \forall \lambda \in {\mathcal {K}}}

L'opposto del vettore nullo è il vettore nullo, sicché {\displaystyle \mathbf {0} +\mathbf {0} =\mathbf {0} }:
{\displaystyle \lambda \mathbf {0} =\lambda (\mathbf {0} +\mathbf {0} )=\lambda \mathbf {0} +\lambda \mathbf {0} }
(distributività del prodotto per uno scalare). Per gli assiomi di spazio vettoriale, esiste l'opposto di {\displaystyle \lambda \mathbf {0} }:
{\displaystyle -\lambda \mathbf {0} +\lambda \mathbf {0} =-\lambda \mathbf {0} +(\lambda \mathbf {0} +\lambda \mathbf {0} )}
Il primo membro è il vettore nullo, per definizione, mentre al secondo membro si applica l'associatività della somma, ottenendo:
{\displaystyle \mathbf {0} =\mathbf {0} +\lambda \mathbf {0} =\lambda \mathbf {0} }.
- {\displaystyle \lambda \mathbf {v} =\mathbf {0} \Leftrightarrow \lambda =0\vee \mathbf {v} =\mathbf {0} }

L'implicazione a sinistra {\displaystyle \Leftarrow } segue dalle prime due proprietà. Per quanto riguarda l'implicazione a destra, si supponga che:
{\displaystyle \lambda \mathbf {v} =\mathbf {0} }
Allora, o {\displaystyle \lambda =0}, nel qual caso non c'è nulla da dimostrare, o {\displaystyle \lambda \neq 0}, nel qual caso esso ammette inverso per le proprietà di {\displaystyle {\mathcal {K}}}, cioè esiste {\displaystyle \lambda ^{-1}} tale che {\displaystyle \lambda ^{-1}\lambda =1}, dove 1 è l'elemento neutro della moltiplicazione in {\displaystyle {\mathcal {K}}}. Per gli assiomi di spazio vettoriale, {\displaystyle 1\mathbf {v} =\mathbf {v} } sicché:
{\displaystyle \lambda ^{-1}\lambda \mathbf {v} =\lambda ^{-1}\mathbf {0} }
{\displaystyle \mathbf {v} =\mathbf {0} }.
- Un insieme di vettori che includa il vettore nullo è necessariamente linearmente dipendente; questo vale anche qualora l'insieme consti del solo vettore nullo. Data infatti una combinazione lineare di un simile sistema di vettori, è sufficiente porre tutti i coefficienti uguali a zero tranne quello che moltiplica il vettore nullo, e il risultato sarà zero.

- Per ogni base fissata {\displaystyle \{\mathbf {e} _{1},\ldots ,\mathbf {e} _{n}\}} dello spazio finito-dimensionale {\displaystyle V}, il vettore delle coordinate del vettore nullo è il vettore {\displaystyle (0,0,\cdots ,0)^{T}}.

Valga la scrittura in coordinate
{\displaystyle \mathbf {0} =c_{1}\mathbf {e} _{1}+\ldots +c_{n}\mathbf {e} _{n}}
Allora, poiché {\displaystyle \mathbf {0} +\mathbf {0} =\mathbf {0} }:
{\displaystyle \mathbf {0} +\mathbf {0} =(c_{1}+c_{1})\mathbf {e} _{1}+\ldots +(c_{n}+c_{n})\mathbf {e} _{n}=c_{1}\mathbf {e} _{1}+\ldots +c_{n}\mathbf {e} _{n}}
da cui, essendo i vettori di base linearmente indipendenti:
{\displaystyle {\begin{cases}c_{1}+c_{1}=c_{1}\\\vdots \\c_{n}+c_{n}=c_{n}\end{cases}}}
per cui {\displaystyle c_{1}=\ldots =c_{n}=0}.
- Il vettore nullo deve necessariamente appartenere a qualunque sottoinsieme non vuoto di uno spazio vettoriale in cui sia garantita l'esistenza dell'opposto e la chiusura rispetto a combinazioni lineari (un tale sottoinsieme è detto sottospazio vettoriale, e si dimostra essere a sua volta uno spazio vettoriale). In particolare, l'insieme costituito dal solo vettore nullo è uno spazio vettoriale (nonché lo spazio vettoriale di minima cardinalità possibile): esso è un sottospazio di qualunque spazio vettoriale, e la sua dimensione è per definizione 0.

### Proprietà in spazi più strutturati
- Se in {\displaystyle V} è definito un prodotto scalare o hermitiano non degenere {\displaystyle (\cdot |\cdot ):V\times V\to {\mathcal {K}}}, allora

{\displaystyle (\mathbf {v} |\mathbf {x} )=0\;\;\forall \mathbf {x} \in V\quad \iff \quad \mathbf {v} =\mathbf {0} }.
Questo segue dall'isomorfismo tra un qualunque spazio vettoriale e il suo spazio duale (l'insieme dei funzionali lineari definiti su di esso). In questo senso, al vettore nullo corrisponde tramite isomorfismo il funzionale nullo.
- Se {\displaystyle (V,\|\cdot \|)} è uno spazio normato, allora per definizione

{\displaystyle \|\mathbf {v} \|=0\quad \iff \quad \mathbf {v} =\mathbf {0} };
(questo non vale negli spazi seminormati).
- Negli spazi tridimensionali su cui è definito il prodotto vettoriale il vettore nullo ha la proprietà di annullare sempre il prodotto; inoltre, il prodotto tra due vettori non nulli è il vettore nullo se e solo se questi due vettori sono proporzionali.

## Esempi particolari
Nello spazio {\displaystyle \mathbb {R} ^{n}} (o {\displaystyle \mathbb {C} ^{n}}) il vettore nullo rappresenta l'origine degli assi coordinati.
Negli spazi di funzioni (con somma e moltiplicazione per scalare definiti puntualmente) il vettore nullo è la funzione nulla, cioè la funzione che manda il proprio dominio in {\displaystyle \{0\}}.
Nello spazio {\displaystyle M_{m,n}({\mathcal {K}})} delle matrici {\displaystyle m\times n} a coefficienti nel campo {\displaystyle {\mathcal {K}}}, il vettore nullo è la matrice i cui elementi sono tutti zero.